# جون مفي
جون مافي (بالإنجليزية: John Maffey, 1st Baron Rugby)‏ (1877 - 1969) كان الحاكم العام للسودان بعد مقتل السير لي ستاك سردار الجيش المصري والحاكم العام للسودان الذي كان قبله.